# East Peru
Pour les articles homonymes, voir Peru.
East Peru est une ville du  comté de Madison, en Iowa, aux États-Unis. Elle est fondée en 1887 et incorporée le 31 mars 1897.

## Source de la traduction
- (en) Cet article est partiellement ou en totalité issu de l’article de Wikipédia en anglais intitulé « East Peru, Iowa » (voir la liste des auteurs).